# كتانية صنوبرية الأوراق
الكتانية صنوبرية الأوراق (باللاتينية: Linaria pinnifolia) نوع نباتي يتبع جنس الكتانية من الفصيلة الحملية من رتبة الشفويات.

## الموئل والانتشار
موطنها المغرب العربي.